# Daugavpils distrikt
Daugavpils distrikt (lettisk: Daugavpils rajons) er et tidligere administrativt område i landsdelen Letgallen i det syd-østlige Letland. Udover den centrale administration bestod Daugavpils distrikt af 23 selvstyrende enheder: to byer samt 21 pagaster. Daugavpils distrikt ophørte med at eksistere i forbindelse med kommunalreformen af 2009.

## Selvstyrende enheder underlagt Daugavpils distrikt
- Ambeļu pagasts
- Biķernieku pagasts
- Demenes pagasts
- Dubnas pagasts
- Dvietes pagasts
- Eglaines pagasts
- Ilūkste by
- Kalkūnu pagasts
- Kalupes pagasts
- Lauceses pagasts
- Līksnas pagasts
- Maļinovas pagasts
- Medumu pagasts
- Naujenes pagasts
- Nīcgales pagasts
- Salienas pagasts
- Skrudalienas pagasts
- Subate by
- Sventes pagasts
- Tabores pagasts
- Vaboles pagasts
- Vecsalienas pagasts
- Višķu pagasts

55°53′N 26°32′Ø / 55.88°N 26.53°Ø